# Pectinodrilus glomeriductus
Pectinodrilus glomeriductus är en ringmaskart som beskrevs av Erséus 1997. Pectinodrilus glomeriductus ingår i släktet Pectinodrilus och familjen glattmaskar. Inga underarter finns listade i Catalogue of Life.